# Coteaux-du-layon
Pour les articles homonymes, voir Layon.
Le coteaux-du-layon est un vin blanc moelleux d'appellation d'origine contrôlée produit sur les coteaux bordant le Layon, un affluent de la rive gauche de la Loire. Cette appellation fait partie du vignoble de la vallée de la Loire.

## Histoire

### Histoire contemporaine
Ce vignoble a originellement été classé appellation d'origine contrôlée par le décret du 18 février 1950. Celui-ci, modifié à de nombreuses reprises, a été abrogé par le décret du 9 octobre 2009, le cahier des charges de l'appellation étant maintenant homologué par décret (et ne faisant plus corps avec celui-ci).
Les derniers cahier des charges ont été publiés le 24 novembre 2011 (créant la mention « premier cru » pour les coteaux-du-layon Chaume) et en janvier 2024.

## Situation géographique

### Géologie et orographie

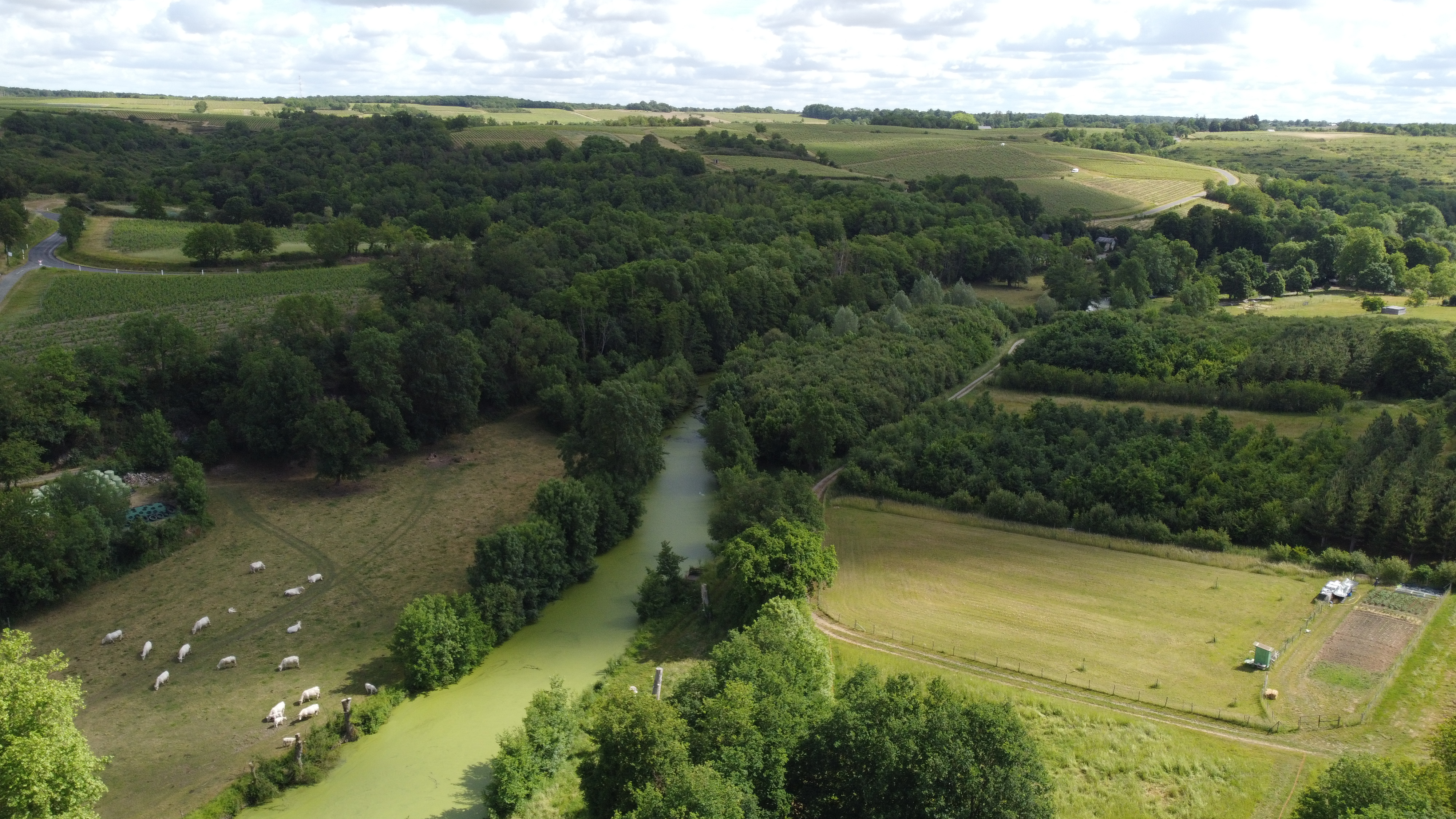
Le Layon et le Coteau à Rablay.

Le vignoble de l'AOC Coteaux-du-Layon est implanté sur la partie sud-est du Massif armoricain, constitué principalement de schistes. Ces formations donnent des sols bruns peu profonds de couleur sombre et constituent l'Anjou noir.
Les terroirs délimités correspondent à des situations de coteaux bien exposés et ventilés qui favorisent la précocité de la végétation et permettent l'obtention de vendanges surmûries.

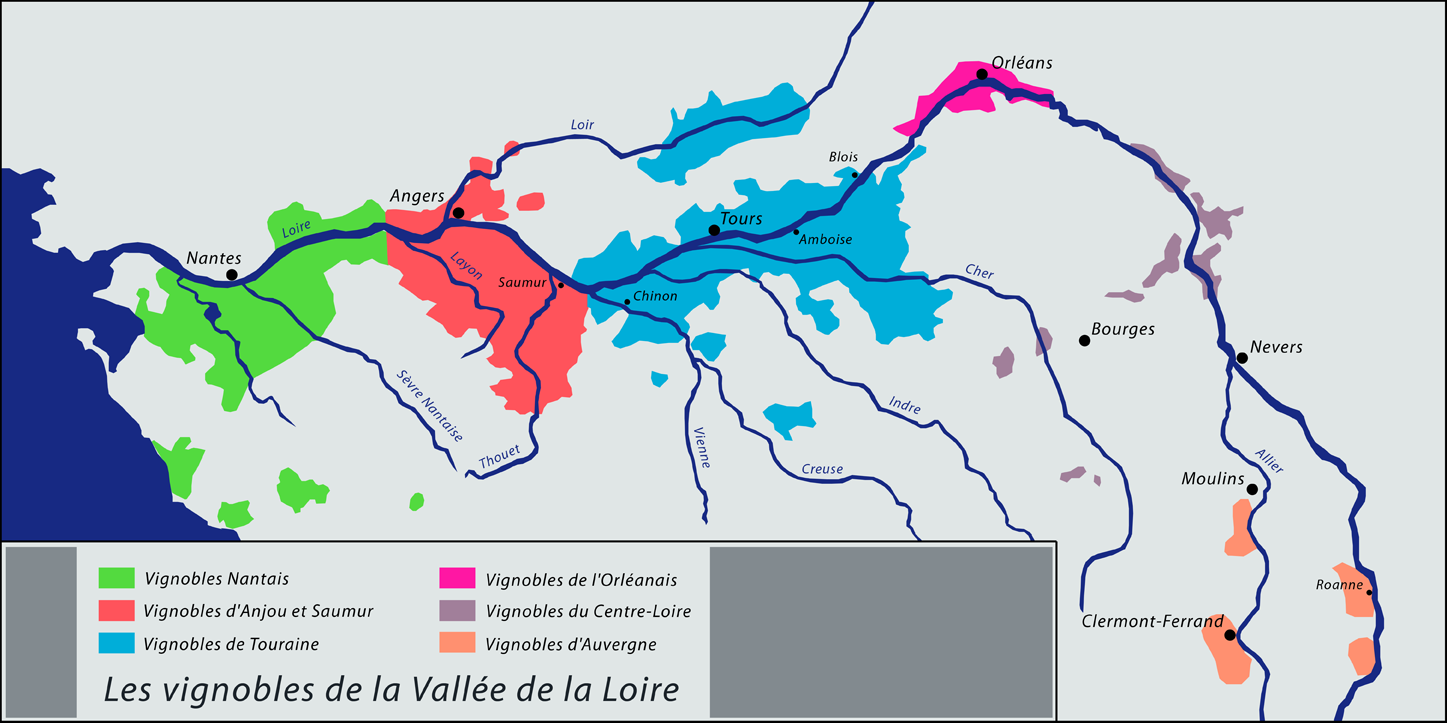
Vignobles de la vallée de la Loire

### Climatologie
La région, située à la limite du Saumurois, est en zone tempérée, sous influence océanique. Ce climat se caractérise par des hivers doux et pluvieux, ainsi que par une faible amplitude thermique.
Pour la ville d'Angers, les relevés climatiques moyens sont :
| Mois                              | jan. | fév. | mars | avril | mai  | juin | jui. | août | sep. | oct. | nov. | déc. | année |
| --------------------------------- | ---- | ---- | ---- | ----- | ---- | ---- | ---- | ---- | ---- | ---- | ---- | ---- | ----- |
| Température minimale moyenne (°C) | 2,1  | 2,2  | 3,9  | 5,6   | 8,9  | 11,8 | 13,6 | 13,4 | 11,3 | 8,4  | 4,6  | 2,8  | 7,4   |
| Température maximale moyenne (°C) | 7,9  | 9,2  | 12,6 | 15,3  | 19   | 22,6 | 24,9 | 24,7 | 21,8 | 17   | 11,4 | 8,4  | 16,2  |
| Ensoleillement (h)                | 70   | 92   | 141  | 179   | 201  | 234  | 248  | 237  | 191  | 129  | 89   | 65   | 1 877 |
| Précipitations (mm)               | 62,1 | 50,8 | 51,7 | 44,6  | 54,4 | 41,2 | 43,8 | 44,9 | 52,2 | 59,6 | 64,5 | 63,4 | 633,4 |

## Vignoble

### Présentation
Le vignoble couvre une superficie d'environ 1 400 hectares (dont 300 hectares pour les appellations communales) au sud-ouest d'Angers dans le département de Maine-et-Loire. Les vignes sont plantées à flanc de coteau dans le bassin du Layon. Seuls ont droit à l'appellation les vins récoltés sur les territoires de 27 communes :
- Aubigné-sur-Layon, Beaulieu-sur-Layon, Brigné, Chalonnes-sur-Loire, Champ-sur-Layon, Chanzeaux, Chaudefonds-sur-Layon, Chavagnes, Cléré-sur-Layon, Concourson-sur-Layon, Faveraye-Mâchelles, Faye-d'Anjou, La Fosse-de-Tigné, La Jumellière, Martigné-Briand, Nueil-sur-Layon, Passavant-sur-Layon, Rablay-sur-Layon, Rochefort-sur-Loire, Saint-Aubin-de-Luigné, Saint-Georges-sur-Layon, Saint-Lambert-du-Lattay, Tancoigné, Thouarcé, Tigné, Trémont et Les Verchers-sur-Layon.

Certains terroirs, plus titrés en sucre, peuvent bénéficier de l'appellation coteaux-du-layon suivie du nom de la commune. Ces dénominations géographiques sont :
- Beaulieu-sur-Layon, ou « Beaulieu » ;
- Faye-d'Anjou, ou « Faye » ;
- Rablay-sur-Layon, ou « Rablay » ;
- Rochefort-sur-Loire, ou « Rochefort » ;
- Saint-Aubin-de-Luigné, ou « Saint-Aubin » ;
- Saint-Lambert-du-Lattay, ou « Saint-Lambert ».

Concernant Rochefort-sur-Loire :
- certaines parcelles, situées sur le lieu-dit Chaume, peuvent bénéficier de la dénomination Chaume suivi de la mention « premier cru » à partir de la récolte 2011 ;
- certaines parcelles de ce même lieu-dit appartiennent à l'appellation quarts-de-chaume grand cru.

Les noms des vins AOC coteaux-du-layon peuvent également être suivi de l'indication géographique Val de Loire.

### Encépagement
Le seul cépage autorisé, à l'exclusion de tout autre, est le chenin, aussi appelé pineau de la Loire.

### Méthodes culturales
Les parcelles de vigne présentent en général une densité de 4 500 pieds à l'hectare. La densité minimale réglementaire est de 4 000 pieds à l'hectare. Les écartements maximum sont fixés à 2,5 mètres entre rangs et à 1 mètre entre pieds du même rang.
Les tailles utilisées sont :
- soit la taille Guyot à deux fois trois yeux ;
- soit la taille Gobelet à trois fois deux yeux[8].

Les vignes doivent être taillées au plus tard le 30 avril.
Les vendanges s'effectuent obligatoirement de façon manuelle par tries successives à surmaturité du raisin. Celui-ci doit présenter une concentration naturelle en sucre sur souche par l'action de Botrytis cinerea, la « pourriture noble », ou bien par passerillage le cas échéant. La concentration en sucre par l'action de la pourriture noble est obligatoire pour les vins bénéficiant de la mention « Sélection de grains nobles ».

### Rendements
Les rendements de base sont fixés à, :
- 35 hl/ha pour le coteaux-du-layon ;
- 30 hl/ha pour les appellations communales du coteaux-du-layon, excepté Chaume ;
- 25 hl/ha pour le coteaux-du-layon Chaume.

### Titres alcoométriques volumiques et richesses en sucres
Les richesse en sucres et titre alcoométrique volumique naturel doivent répondre aux critères suivants :
| Appellation                                                   | Titre alcoométrique volumique naturel minimal (% vol.) | Richesse en sucres (en grammes par litre de moût) |
| ------------------------------------------------------------- | ------------------------------------------------------ | ------------------------------------------------- |
| Coteaux-du-layon                                              | 14                                                     | 221                                               |
| Coteaux-du-layon + dénomination géographique (excepté Chaume) | 15                                                     | 238                                               |
| Coteaux-du-layon Chaume 1er cru                               | 16                                                     | 272                                               |
| Coteaux-du-layon Sélection de grains nobles                   | pas de disposition particulière                        | 323                                               |

Concernant le titre alcoométrique volumique acquis après fermentation, les vins doivent répondre aux critères suivants :
| Appellation                                                   | Titre alcoométrique volumique acquis (% vol.) | Titre alcoométrique volumique acquis (% vol.) |
| Appellation                                                   | minimal                                       | maximal                                       |
| ------------------------------------------------------------- | --------------------------------------------- | --------------------------------------------- |
| Coteaux-du-layon                                              | 11                                            | 18                                            |
| Coteaux-du-layon + dénomination géographique (excepté Chaume) | 12                                            | 19                                            |
| Coteaux-du-layon Chaume 1er cru                               | 12                                            | pas de disposition particulière               |
| Coteaux-du-layon Sélection de grains nobles                   | pas de disposition particulière               | pas de disposition particulière               |

### Vinification et élevage
Les vins font l'objet d'un élevage au moins jusqu'au :
- 15 janvier de l'année suivant celle de la récolte pour les coteaux-du-layon ;
- 15 février de l'année suivant celle de la récolte pour les coteaux-du-layon avec une dénomination géographique ;
- 1er juillet de l'année suivant celle de la récolte pour les coteaux-du-layon Chaume ;
- 1er juin de la seconde année suivant celle de la récolte pour les sélections de grains nobles.

### Terroir et vins
Les coteaux-du-layon sont des vins blancs moelleux, issus à 100 % du chenin, appelé “Chenin B” ou Chenin blanc, et récolté manuellement à surmaturité par tries successives.
La robe des vins est jaune soutenu avec des reflets verts pour les vins jeunes à jaune doré avec des reflets ambres pour les vins âgés. Ces vins présentent des arômes caractéristiques de coing, poire et miel. La bouche est ronde et pleine, équilibrée par une vivacité rafraîchissante. Ces vins présentent une bonne garde en bouteille. Les meilleurs millésimes peuvent se garder 20 ans, voire un siècle pour les millésimes exceptionnels.
Le vin peut être conservé dans une armoire à vin de vieillissement, mais il est tout de même nécessaire qu’elle ait une température entre 11 et 13 °C, quant à l’humidité, elle doit être équilibrée entre 70 et 75 %.

### Gastronomie et dégustation
Les coteaux-du-layon s'associent très bien au foie gras.
Ils s'apprécient également aisément à l'apéritif.
Ce vin se déguste à partir de trois ans de conservation. Il possède une senteur fruitée, provenant principalement de fruits à chair blanche comme la poire, la pâte de coing ou la pêche. Viennent ensuite des senteurs florales issues de fleurs blanches comme l’acacia ou la rose.

### Économie
L'aire d'appellation comprend 435 viticulteurs et 413 vinificateurs (dont 404 caves particulières, 4 caves coopératives et 5 négociants).